# 匙叶龙胆
匙叶龙胆（学名：Gentiana spathulifolia）是龙胆科龙胆属的植物，为中国的特有植物。分布于中国大陆的甘肃、青海、四川等地，生长于海拔2,800米至3,800米的地区，多生长在山坡，目前尚未由人工引种栽培。

## 别名
奥拉毛

## 异名
- Gentiana spathulifolia Maxim. ex Kusnez. var. ciliata Kusnez.